# Smrčí (přírodní rezervace)
Smrčí je přírodní rezervace na stejnojmenné hoře (939 m n. m.) v Českém lese, poblíž obce Česká Kubice v okrese Domažlice. Oblast spravuje AOPK ČR Správa CHKO Český les. Důvodem ochrany jsou přirozené a přírodě blízké lesní ekosystémy na skeletovitých svazích s mozaikovitým výskytem vodou ovlivněných půd představující zároveň biotopy vhodné pro život rysa ostrovida (Lynx lynx).